# Apollinarizmus
Az apollinarizmus Apollinaris (Apollinariosz) a 4. századi laodikeai püspök elmélete után kapta a nevét. Híveit apollinaristáknak hívták.
Apollinaris platóni trichotómikus elmélete azt tanította, hogy az ember három részből tevődik össze: anyagi testből, az élet lelkéből és az értelmet hordozó lélekből (nousz). Szerinte Krisztusnak nem volt emberi lelke, mert a nouszt, az értelmes (emberi) lelket a Logosz, Isten igéje pótolta, tehát a nousz a Logosszal azonos volt. Krisztus teste pedig úgy jött létre, hogy a „föld” – Ádám testének anyaga – egyesült a Szentlélekkel, vagyis Krisztus teste az elemek és a Szentlélek közvetlen egyesüléséből jött létre.
Eutükhész és az ő tanítása a miafiziták álláspontjának két fő formája lett. Az Egyház elutasította a nézetét és eretnekségként elítélte, mert szerintük az Újszövetség Jézust valóságos embernek is mondja, benne a Logosz lett emberré. Az apollinarizmust több zsinat is kárhoztatta, név szerint a 362-ben tartott alexandriai, a 375-ben tartott római és a 381-es konstantinápolyi (II. egyetemes) zsinat; sőt egyházi nyomásra császári rendeleteket is adtak ki ellene 388-ban, 397-ben és 428-ban. 
Apollinaris csak 375-ben lépett ki az egyházból, és miután külön egyházközséget alapított, 380 és 390 között igen idős korában halt meg. Az apollinarizmus híveinek végső nyomait az 5. században találjuk, melynek során részint visszatértek az Egyházba, részint a miafizitákkal (antikhalkédóni egyházak) olvadtak egybe. 